# بيرني برغر
بيرني برغر (5 مايو 1981 بكيب تاون في جنوب أفريقيا - ) (بالإنجليزية: Bernie Burger)‏ هو لاعب كريكت جنوب أفريقي. شارك مع منتخب ناميبيا الوطني للكريكت.